# 林红
林红（1972年—），四川九寨沟人，藏族，中华人民共和国政治人物、第十二届全国人民代表大会四川地区代表。
任四川省九寨沟县漳扎镇龙康村委会委员、妇女主任，九寨沟福鑫宾馆总经理、九寨沟林红实业发展有限公司董事长。2008年起担任全国人大代表。2013年，担任全国人大代表。